# Pfaffia iresinoides
Pfaffia iresinoides là loài thực vật có hoa thuộc họ Dền. Loài này được (Kunth) Spreng. miêu tả khoa học đầu tiên năm 1827.